# 杉本真吾
杉本 真吾（すぎもと しんご、1965年〈昭和40年〉5月5日 - ）は、日本のアマチュア野球選手・指導者・解説者。鳥取県米子市出身。鳥取県立米子東高等学校、慶應義塾大学卒業。
現在、皆生タクシー社長、皆生温泉芙蓉別館会長などの職の傍ら、NHK鳥取放送局で高校野球解説を務めており、県大会をはじめ、甲子園での全国大会などでも解説を行う。

## 経歴
米子市立福原中学校時代、鳥取県中学校総合体育大会で優勝。米子東高校3年次の1983年、夏の甲子園に3番捕手として出場（初戦敗退）。一浪を経て慶應義塾大学に進学し野球部に入部。上級生となり指導者に転じ、1990年には新人戦の監督を務めた。1991年、山陰合同銀行に入行。仕事の傍ら、慶應義塾大学野球部コーチ、助監督を歴任。1997年春、山陰合同銀行を退行し、米子東高校硬式野球部監督に就任。1998年夏まで務めた。
1999年より、NHK鳥取放送局にて高校野球の解説を担当。その後1999年春、2000年春にそれぞれゲスト解説として、2002年春には正式に全国大会の解説者デビューを果たす。2006年からは夏の全国高等学校野球選手権大会の解説も担当するようになる。以後、春夏の甲子園でキャリアを積み重ねている。肩書きは「元米子東高校監督」。
現在、米子東高校野球部OB会の副会長も務めている。

## 米子東高校監督時代の公式戦成績
| 年度   | 大会           |          | スコア                 | 相手校   |
| ------ | -------------- | -------- | ---------------------- | -------- |
| 1997年 | 春季鳥取県大会 | 2回戦    | ○ 7－0 (7回コールド)   | 鳥取西工 |
|        |                | 準々決勝 | ○ 9－3                 | 鳥取東   |
|        |                | 準決勝   | ○ 5－1 (延長11回)      | 倉吉東   |
|        |                | 決勝     | ●10－11                | 鳥取西   |
|        | 山陰大会       | 1回戦    | ● 2－4                 | 松江商   |
|        | 選手権鳥取大会 | 2回戦    | ○ 8－5                 | 倉吉西   |
|        |                | 準々決勝 | ● 6－7                 | 鳥取商   |
|        | 秋季鳥取県大会 | 2回戦    | ○ 6－0                 | 倉吉工   |
|        |                | 準々決勝 | ● 9－11                | 倉吉東   |
| 1998年 | 春季鳥取県大会 | 1回戦    | ● 3－6                 | 鳥取工   |
|        | 選手権鳥取大会 | 1回戦    | ● 0－11 (6回コールド） | 倉吉北   |